# Sifar
Sifar es una banda de rock de la India, formada en 2008 en Nueva Delhi por Amit Yadav y Anshul Bansal. La banda actualmente cuenta bajo el apoyo, del sello discográfico de "Beatfactory Music".

## Historia
Sifar se formó en 2008, cuando Amit grabó su primera versión de una de las canciones escritas y compuestas por Anshul. Hasta este punto, habían intentado formar una banda, para dar a conocer sus canciones, ya que no tuvieron éxito al principio. Anshul amaba la música hecha por Amit y decidieron interpretar su canción que había compuesto, junto con otros temas musicales escritas y compuestas por Amit, lo subieron al Internet. Pronto comenzaron a reunirse en una audiencia para una sola línea. Animado por la respuesta, Amit decidió continuar su producción en la música profesional y se inscribió en un curso de producción musical, dirigido por el reconocido productor musical y compositor, Gaurav Dayal, en "Beatfactory Academy". 
Después de terminar su curso, Amit comenzó a componer canciones  nuevamente a finales de 2009. A finales de 2010, Amit y Anshul tenían, en conjunto, escrito de 10 nuevos temas musicales, que Amit había organizado, realizado y producido en su estudio casero. Continuaron publicando sus canciones bajo mediante su sitio web sobre una base regular. Ocho de estas canciones también fueron publicados en una edición anual, mediante la tecnología de la revista Digit en diciembre de 2010.
A finales de 2010, Sifar empezó tocando en vivo. La alineación en vivo ha incluido a Deepak Singh en baterías, Yapang Lemtur en el bajo y Nikhil Auluck en guitarras y audición, además de Amit en la Voz y Guitarras. Han actuado en algunos lugares significativos de la India como en el IIT Roorkee, IIT Gandhinagar, IIT Patna y ISB Hyderabad. También se han se han presentado en diferentes radioemisoras más populares de Nueva Delhi como en HIT 95 FM, Radio One 94.3 FM y  Radio City 91.1 FM.

## Integrantes
- Amit Yadav
- Anshul Bansal
- Deepak Singh
- Nikhil Auluck
- Yapang Lemtur